# Ненавидящий полицейских
«Ненавидящий полицейских» — произведение американского писателя Эда Макбейна, автора детективных романов из цикла про 87-й полицейский участок. Входит в британскую версию «100 лучших детективных романов всех времен».

## Сюжет
Майкл Риардон, полицейский из 87-го участка, был застрелен июльской ночью. Убийство было совершено из пистолета 45-го калибра, когда Майкл шёл на службу в гражданской одежде. Газеты наполняются кричащими заголовками. В полицейский участок является репортер Сэвэдж, предполагающий, что убийство Риардона — дело рук молодёжных группировок и пытающийся взять интервью у лейтенанта Бернса. Бернс дает отпор журналисту.
Полицейского детектива Девида Фостера убили в следующую ночь, причём из того же оружия. Полиция начинает проверять всех маньяков и психопатов, потенциальных ненавистников полицейских. Репортер Сэвэдж посещает бар в бандитском районе, где беседует с одним из лидеров группировки «Груверс». Задавая наводящие вопросы, Сэвэдж подвел диалог к теме Риардона, однако собеседник понял, к чему тот клонит, и закончил беседу. В этот же день был ранен коллега Риардона Клинг, причём ранен в результате столкновения с «Груверс». 
На следующий вечер напали на Хенка Буша. Перед смертью Хенк успел ранить убийцу в плечо и вырвать клок волос. Это позволило выяснить массу примет убийцы, но так и не помогло его отыскать. Даже в картотеке ФБР не было никого с такими отпечатками пальцев.

## Персонажи
- Стив Карелла — полицейский детектив, главный герой романа.
- Хенк Буш — полицейский, был застрелен последним, но оказал главную помощь в раскрытии убийцы.
- Питер Бернс — лейтенант полиции, начальник 87-го участка.
- Девид Фостер — полицейский, был застрелен вторым.
- Майкл Риардон — полицейский, его убийство открывает роман.
- Хэл Уиллис — полицейский, мастер дзюдо.
- Роджер Хэвиленд — полицейский по прозвищу «Буйвол», полученному за свой неуемный нрав.
- Хромой Дэнни — информатор полиции, помогал в поиске потенциального преступника.
- Сэм Гроссман — эксперт-криминалист, помог вычислить приметы убийцы.